# Jacopo III Appiano
Jacopo III Appiano (Piombino, 1439 – Piombino, 10 marzo 1474) fu il sesto Signore di Piombino, Scarlino, Populonia, Suvereto, Buriano, Badia al Fango e delle isole d'Elba, Montecristo e Pianosa; anche conte palatino.

## Biografia

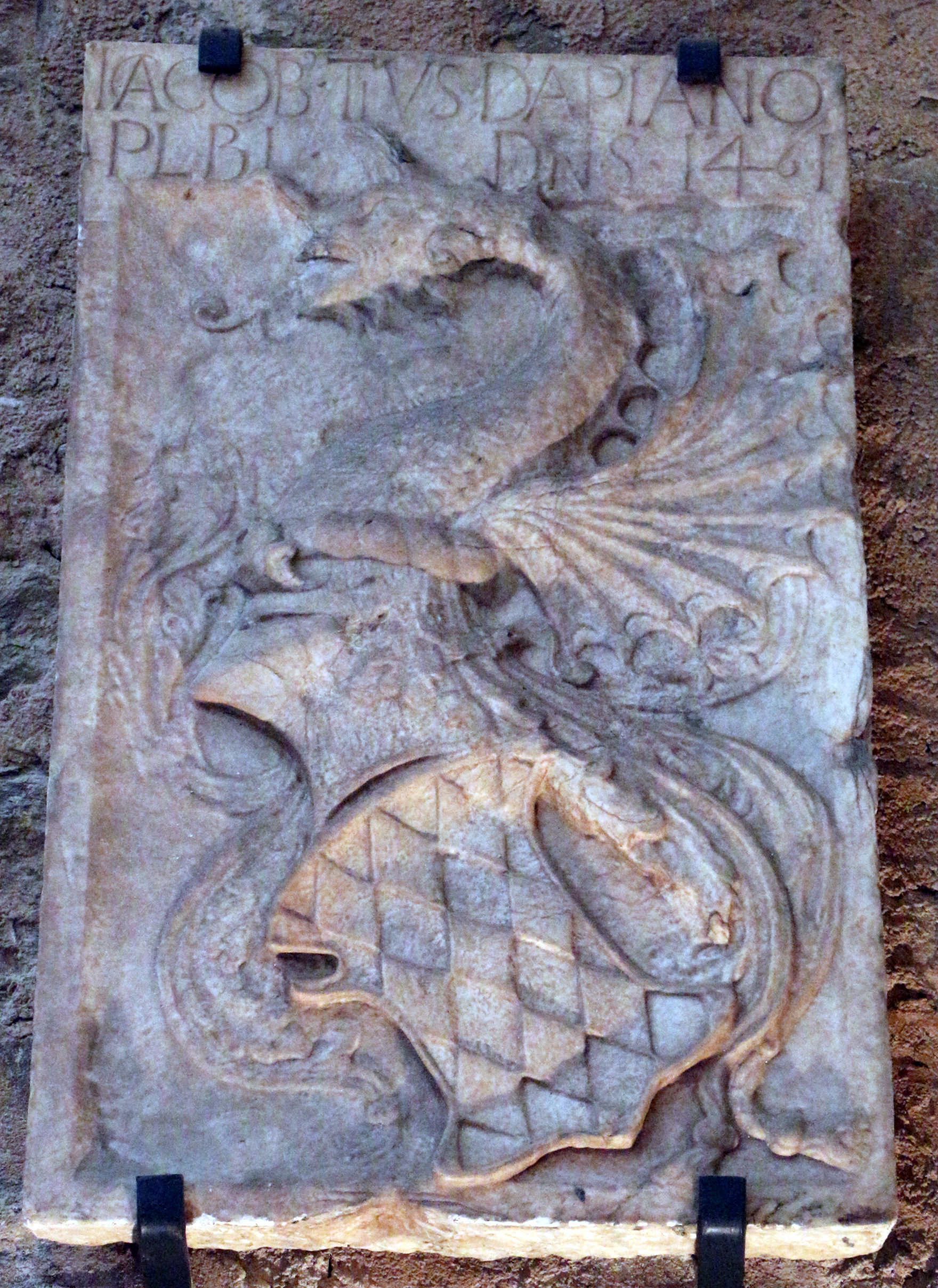
Stemma di Jacopo III col cimiero del drago presso il castello di Piombino

Figlio naturale di Emanuele Appiano e di Colia de' Giudici, una figlia naturale di Alfonso V d'Aragona, prese possesso dei domini paterni alla morte del genitore, nel 1458: mecenate, per quanto le scarse rendite permettevano, assunse Andrea Guardi, architetto e scultore fiorentino, che tra il 1465 e il 1470 eseguì molti lavori che mutarono l'assetto di Piombino: venne costruita la Cittadella, con al suo interno il Palazzo Residenziale Villanova in sostituzione del vecchio Palazzo Appiani, la cappella, la cisterna (pozzo a pianta quadrangolare in marmo), oltre al chiostro e fonte battesimale in Sant'Antimo.
Jacopo III presentò sin da giovane una salute cagionevole, ammalandosi già nel settembre 1463 di febbre quartana, sintomo della malaria, malattia endemica della Maremma. Cercò pertanto di curarsi presso i bagni termali della Toscana meridionale, tra cui quelli di Petriolo, molto frequentati nel Rinascimento. Le sue condizioni destavano molte preoccupazioni alla Repubblica di Siena, che spesso inviava i suoi migliori medici, uno fra tutti Bartolo di Tura Bandini, il prediletto dal Magnifico Signore.
Nell'inverno del 1473 Jacopo crollò definitivamente: la malaria colpì lui e la sua famiglia, portando alla morte la moglie Battistina, che spirò il 18 dicembre. Nonostante la guarigione del gennaio 1474, ebbe una ricaduta con gravi problemi renali che segnarono la sua fine. Jacopo III, dopo aver richiamato il fratellastro Jacopo Vittorio, vescovo di Gravina, e nominato suo erede il figlio Jacopo Filippo, si spense all'età di circa 35 anni il 10 marzo 1474.

## Matrimonio e discendenza
Il padre, per avere un altro alleato oltre al Re di Napoli, lo fece sposare a Genova nel 1454 con Battistina Fregoso (1432 – 1473), sorella di Pietro Fregoso, allora doge della Repubblica di Genova, nonché figlia del doge Battista Fregoso. Ebbero questi figli:
- Emanuele (morto giovane);[11]
- Jacopo IV (Piombino, 1459 – Piombino, 22 marzo 1510),[11] Signore di Piombino dal 1481 al 1510, divenuto Principe del Sacro Romano Impero nel 1509;
- Belisario (morto giovane);[11]
- Gherardo (1461 – 1502),[11] fu signore di Valle e Montioni dal 1474 assieme al fratello minore Belisario. Sedicenne, divenne prima signore di Brando ed Erbalunga in Corsica (titoli persi nel 1479) e subito dopo, acquistando i feudi dalla Regia Camera di Napoli cui erano tornati alla morte di Giacomo di Montagnano, ultimo della sua famiglia, fu investito dal Re di Napoli primo conte di Montagano e Signore di Casacalenda, Ripabottoni, Matrice, Sant'Angelo Limosano, Campolieto, Lupara, Provvidenti e Limosano. Nel giugno 1483 venne eletto Conte Sovrano di Corsica da una Consulta di Nobili Corsi riuniti a Lago Benedetto, dopoché questi l'anno prima avevano fatto appello a suo fratello Jacopo IV per liberarli dal governo di Tommasino da Campofregoso, il quale cedette le proprie prerogative al potente Banco di San Giorgio, il quale facilmente fu in grado di scacciare l'Appiano dall'isola. Nel 1494 venne privato dei feudi napoletani per aver partecipato alla Congiura dei baroni. Nel 1482 aveva sposato Lucrezia Pico, signora di Sutri, Vetralla, Giove e Faldo, figlia di Gianfrancesco Pico, Signore della Mirandola e Conte di Concordia, già vedova di Pino III Ordelaffi, Signore di Forlì;
- Semiramide (1464 – Firenze, 9 marzo 1523),[11] sposa nel 1482 Lorenzo di Pierfrancesco de' Medici;
- Belisario (1465 – 1515 circa),[11] signore di Valle e Montioni dal 1474 assieme al fratello Gherardo sino alla sua morte, poi da solo. Dà origine alla linea degli Appiano di Populonia. Sposa Aurelia Sforza di Santa Fiora.[11]

Jacopo ebbe anche due figlie naturali:
- Eleonora, sposò Francesco da Cagliari[11]
- Margherita, sposò il conte Cuccoli.[11]

## Ascendenza
|                          |                         |                            | Genitori                       |  |  | Nonni |  |  | Bisnonni      |  |  | Trisnonni         |  |
|                          |                         |                            |                                |  |  |       |  |  | Vanni Appiano |  |  | Benvenuto Appiano |  |
|                          |                         |                            |                                |  |  |       |  |  | Vanni Appiano |  |  | Benvenuto Appiano |  |
|                          |                         | …                          |                                |  |  |       |  |  | Vanni Appiano |  |  |                   |  |
| Jacopo I Appiano         |                         |                            |                                |  |  |       |  |  | Vanni Appiano |  |  |                   |  |
|                          |                         | …                          | …                              |  |  |       |  |  |               |  |  |                   |  |
|                          |                         | …                          | …                              |  |  |       |  |  |               |  |  |                   |  |
|                          |                         | …                          | …                              |  |  |       |  |  |               |  |  |                   |  |
| Emanuele Appiano         |                         | …                          |                                |  |  |       |  |  |               |  |  |                   |  |
|                          |                         | Emanuele Pannocchieschi    | …                              |  |  |       |  |  |               |  |  |                   |  |
|                          |                         | Emanuele Pannocchieschi    | …                              |  |  |       |  |  |               |  |  |                   |  |
|                          |                         | Emanuele Pannocchieschi    | …                              |  |  |       |  |  |               |  |  |                   |  |
| Polissena Pannocchieschi |                         | Emanuele Pannocchieschi    |                                |  |  |       |  |  |               |  |  |                   |  |
|                          |                         | Adelasia della Gherardesca | Gherardo VII della Gherardesca |  |  |       |  |  |               |  |  |                   |  |
|                          |                         | Adelasia della Gherardesca | Gherardo VII della Gherardesca |  |  |       |  |  |               |  |  |                   |  |
|                          |                         | Adelasia della Gherardesca | Adelasia Grimaldi              |  |  |       |  |  |               |  |  |                   |  |
| Jacopo III Appiano       |                         | Adelasia della Gherardesca |                                |  |  |       |  |  |               |  |  |                   |  |
|                          | Ferdinando I di Aragona | Giovanni I di Castiglia    |                                |  |  |       |  |  |               |  |  |                   |  |
|                          | Ferdinando I di Aragona | Giovanni I di Castiglia    |                                |  |  |       |  |  |               |  |  |                   |  |
|                          | Ferdinando I di Aragona | Eleonora d'Aragona         |                                |  |  |       |  |  |               |  |  |                   |  |
| Alfonso V d'Aragona      | Ferdinando I di Aragona |                            |                                |  |  |       |  |  |               |  |  |                   |  |
|                          |                         | Eleonora d'Alburquerque    | Sancho d'Alburquerque          |  |  |       |  |  |               |  |  |                   |  |
|                          |                         | Eleonora d'Alburquerque    | Sancho d'Alburquerque          |  |  |       |  |  |               |  |  |                   |  |
|                          |                         | Eleonora d'Alburquerque    | Beatrice del Portogallo        |  |  |       |  |  |               |  |  |                   |  |
| Colia de' Giudici        |                         | Eleonora d'Alburquerque    |                                |  |  |       |  |  |               |  |  |                   |  |
|                          |                         | …                          | …                              |  |  |       |  |  |               |  |  |                   |  |
|                          |                         | …                          | …                              |  |  |       |  |  |               |  |  |                   |  |
|                          |                         | …                          | …                              |  |  |       |  |  |               |  |  |                   |  |
| Ippolita de' Giudici     |                         | …                          |                                |  |  |       |  |  |               |  |  |                   |  |
|                          |                         | …                          | …                              |  |  |       |  |  |               |  |  |                   |  |
|                          |                         | …                          | …                              |  |  |       |  |  |               |  |  |                   |  |
|                          |                         | …                          | …                              |  |  |       |  |  |               |  |  |                   |  |
|                          |                         | …                          |                                |  |  |       |  |  |               |  |  |                   |  |